# Diascia pusilla
Diascia pusilla är en flenörtsväxtart som beskrevs av K.E.Steiner. Diascia pusilla ingår i släktet tvillingsporrar, och familjen flenörtsväxter. Inga underarter finns listade i Catalogue of Life.